# Секхукхуне
Секхукхуне (Sekhukhune) — район провинции Лимпопо (ЮАР). Административный центр — Гроблерсдаль. Район образован в декабре 2000 года, назван в честь вождя Секхукхуне, который в XIX веке возглавил в этих местах сопротивление англичанам. Большинство населения района говорят на языке северный сото.

## Административное деление
В состав района Секхукхуне входят пять местных муниципалитетов:
- Большой Тубатсе (местный муниципалитет)
- Макхудутхамага (местный муниципалитет)
- Элиас Мотсоаледи (местный муниципалитет)
- Эфраим Могале (местный муниципалитет)
- Фетакгомо (местный муниципалитет)